# Terre de Jacques Ier
La Terre de Jacques Ier est un territoire administratif norvégien situé dans la partie nord-ouest du Spitzberg (Svalbard).
Il est séparé de la Terre d'Oscar II par le glacier Sveabreen.

## Histoire
Il a été nommé en hommage à Jacques Ier d'Angleterre. 